# Yowie

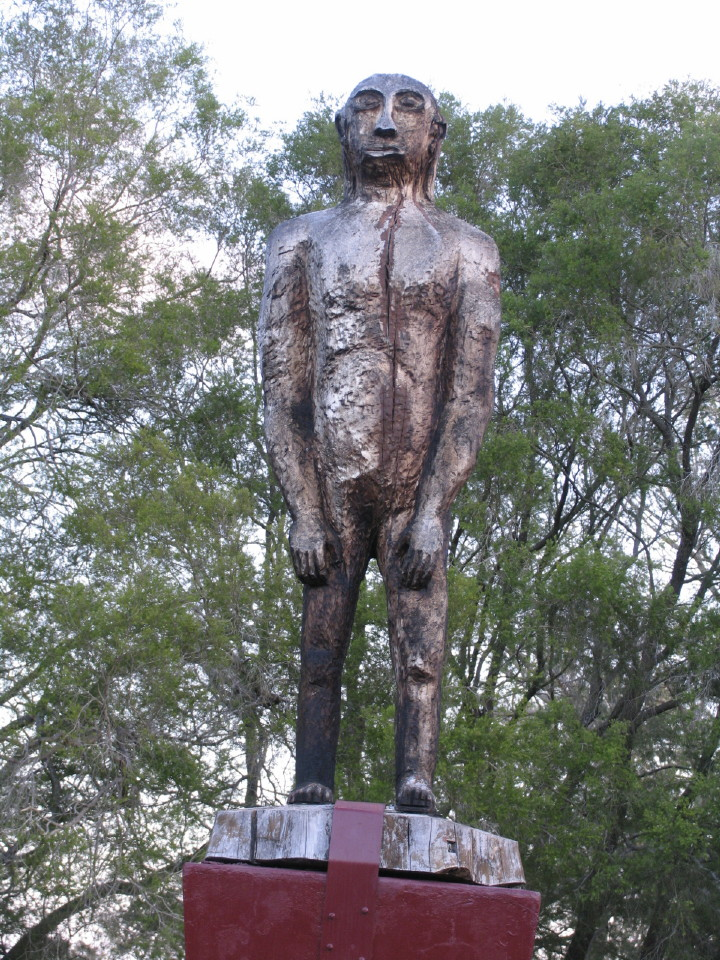
Statua di uno yowie in Kilcoy, Queensland, Australia.

Lo yowie è una creatura leggendaria australiana, della cui esistenza non esistono prove, dalle sembianze umane ricoperto di pelo simile ad una grossa scimmia. Alcuni australiani che vivono vicino al deserto dicono di sentire spesso dei versi disumani, che attribuiscono allo yowie. Ci sono casi di attacchi da parte di queste scimmie nei confronti di alcuni animali domestici (cani e gatti). Gli aborigeni raccontano di una leggenda dove gli uomini combatterono contro i "Giganti pelosi".
Un'impronta rinvenuta nel 1972 ha mostrato un piede con sole quattro dita, inoltre dai racconti dei molti testimoni si è riscontrato che a differenza di yeti e bigfoot avrebbe un'altezza decisamente più contenuta, intorno a 1,80 metri. Sarebbe comunque dotato di una struttura robusta e lunghe dita prensili. Negli anni '70 molte persone affermano l'avvistamento.